# Lai Runming
Lai Runming (赖润明; Dongguan, 5 maggio 1963) è un ex sollevatore cinese che ha gareggiato nelle categorie dei pesi gallo (fino a 56 kg) e dei pesi piuma (fino a 60 kg).

## Carriera
Lai Runming ha partecipato alle Olimpiadi di Los Angeles 1984 dove, anche grazie alle numerose assenze degli atleti dell'Est europeo a causa del boicottaggio dei loro Paesi di quell'edizione dei Giochi Olimpici, ha vinto la medaglia d'argento nei pesi gallo, dietro il connazionale Wu Shude e precedendo il giapponese Masahiro Kotaka. Quella competizione olimpica era valida anche come Campionato mondiale.
Nel 1986 ha vinto la medaglia d'oro nei pesi piuma ai Giochi Asiatici di Seul, precedendo il giapponese Yosuke Muraki-Iwata ed il sudcoreano Lee Myung-soo.
Ai Campionati mondiali di sollevamento pesi, oltre all'argento vinto a Los Angeles 1984, ha ottenuto come miglior risultato un 5º posto nei pesi gallo nell'edizione di Södertälje 1985 e la medaglia di bronzo nello strappo nell'edizione di Sofia 1986.